# Jardín Botánico Pietro Pellegrini

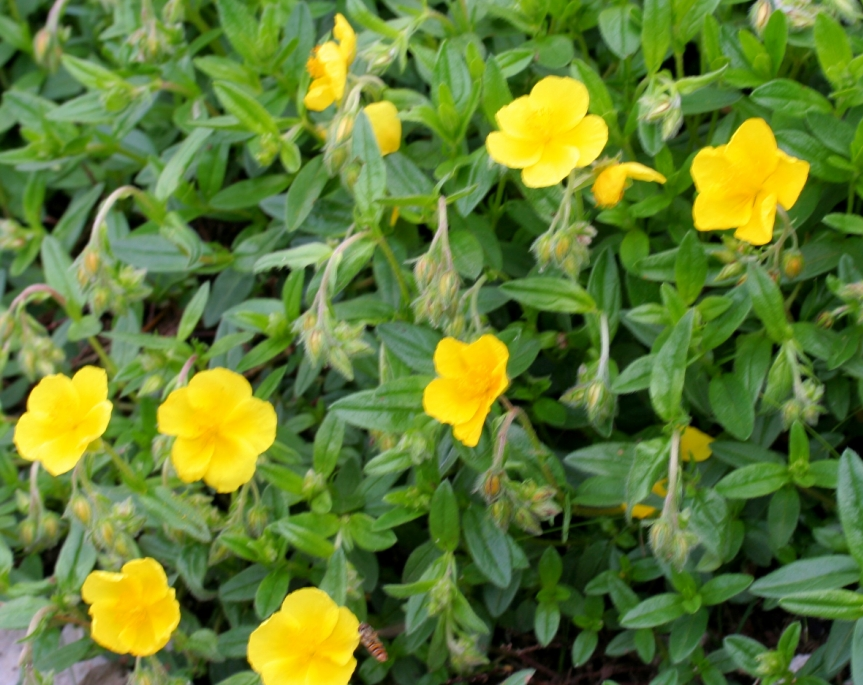
Floración de Helianthemum oelandicum una de las especies presentes en el jardín botánico.

El Jardín Botánico de los Alpes Apuanos "Pellegrini - Ansaldi" (en italiano: Orto botanico delle Alpi Apuane "Pellegrini - Ansaldi" también conocido como Orto botanico "Pietro Pellegrini" o Orto botanico di Pian della Fioba), es una reserva de la naturaleza y jardín botánico de 3 hectáreas de extensión en Massa, Italia. Está administrado por la ciudad en colaboración con la Universidad de la Toscana.

## Localización
Se encuentra  a una altitud de 900 m s. n. m.
Orto Botanico Pietro Pellegrini Pian della Fioba, Massa, Provincia de Massa y Carrara, Toscana, Italia.44°3′28.433″N 10°11′26.527″E / 44.05789806, 10.19070194
Está abierto a diario en los meses cálidos del año.

## Historia
Inaugurado en julio de 1966, el Jardín Botánico está dedicado a la memoria del médico de Massa y agudo botánico Pietro Pellegrini (1867 - 1957).

## Colecciones
El área de cerca de tres hectáreas está cubierto por muchas especies endémicas propias de las zonas de piedra caliza y de diferentes especímenes de la flora típica de los picos de sílice.  
- Hay plantas y arbustos típicos de la flora de los Alpes son muy raras, que mantienen y se reproducen aquí.

Si bien la mayoría de la vegetación es espontánea, también contiene una charca con especies de plantas raras de humedal de las que se encuentran en altitudes de los Alpes, además de árboles para experimentación, en su mayoría coníferas, y una colección de castaños (Castanea sativa) para estudio y conservación.
Entre las especies que alberga se incluyen: Abies alba, Acer pseudoplatanus, Alnus cordata, Cedrus atlantica, Chamaecyparis lawsoniana, Cistus salviifolius, Digitalis lutea, Erica arborea, Fraxinus ornus, Ostrya carpinifolia, Phyteuma orbiculare, Pinus nigra, Pinus strobus, Pinus pinaster, Pseudotsuga menziesii, Quercus cerris, Sorbus aria, Sorbus aucuparia, Teucrium scorodonia, además de Alchemilla xanthochlora, Astragalus purpureus, Buphthalmum salicifolium, Carex macrostachys, Centaurea ambigua, Dactylorhiza maculata, Eleocharis palustris, Eriophorum latifolium, Globularia incanescens, Helianthemum oelandicum, Hypericum coris, Leontodon anomalus, Mentha aquatica, Moltkia suffruticosa, Myosotis spp., Orchis pauciflora, Polygala carueliana, Rhamnus glaucophyllus, Salix crataegifolia, Santolina leucantha, Scabiosa holosericea, Thesium sommieri, y Veratrum album. Entre los hongos se incluyen Boletus granulatus, Cantharellus cibarius, Macrolepiota procera, y Russula virescens.
En el jardín hay un retiro-residencia, que tiene por objeto ser un  taller para los investigadores que estudian la flora y la vegetación Apuana.